# 北人黨
北人黨（韓語：북인），是朝鲜王朝宣祖时的两班朋党東人黨中分裂出的朋党。建立于1591年，在1624年后基本退出政治舞台，其名稱來自領導人李山海祖籍漢北和李潑在汉城北岳山的府第。

## 歷史
1591年，西人黨在立世子问题上失脚被东人黨攻击，但派系內在對付西人黨的手法分成兩派：主張強硬的李山海、李潑與主張穩健的禹性傳、柳成龍（二人後來成為南人黨的領袖）。
南人黨一開始處於優勢，但在1598年南人派領袖柳成龍在壬辰倭亂主張和議後，被李尔瞻为首的北人党彈劾及流放。1599年继任的李元翼（南人）被调外任，南人衰落，北人黨取得大權。
1599年柳永庆弹劾洪汝淳，使得北人黨分裂為支持大北派（韓語：북인，以李尔瞻、郑仁弘、奇自献等为首）與小北派（韓語：소북，以南以恭、柳永庆等为首），1606年仁穆王后生下永昌大君，使得小北支持永昌大君，而大北支持光海君。宣祖末年，小北进入极盛期，随即内部分裂为清小北（南以恭为首，也称南党）和浊小北（柳永庆为首，也称柳党）。
兩年後宣祖突然過世，光海君繼位，大北派掌握政权，將西人黨、南人黨、小北黨各黨派人物流放，其后大北派再分裂作肉北派
（李山海、李尔瞻、郑仁弘等为首）、骨北派（韓語：골북，洪汝淳为首）及中北派（韓語：중북，奇自献为首）。1609年洪汝淳被罢免和1613年奇自献被流放，标志着肉北完全掌握了政权。
1623年仁祖反正，西人黨回歸；1624年西人又借李适之乱大加株连大北派，大北派眾人被處刑或流放，消失於政治舞台，剩下西人黨與南人黨競爭；而小北派則殘存到英祖時期，但從未能掌握政權。

## 主要人物
- 李山海（이산해）
- 南以恭（朝鲜语：남이공）（小北派人）
- 李爾瞻（이이첨，大北派人）
- 鄭仁弘（정인홍，大北派人）